# Ypres (stolica tytularna)

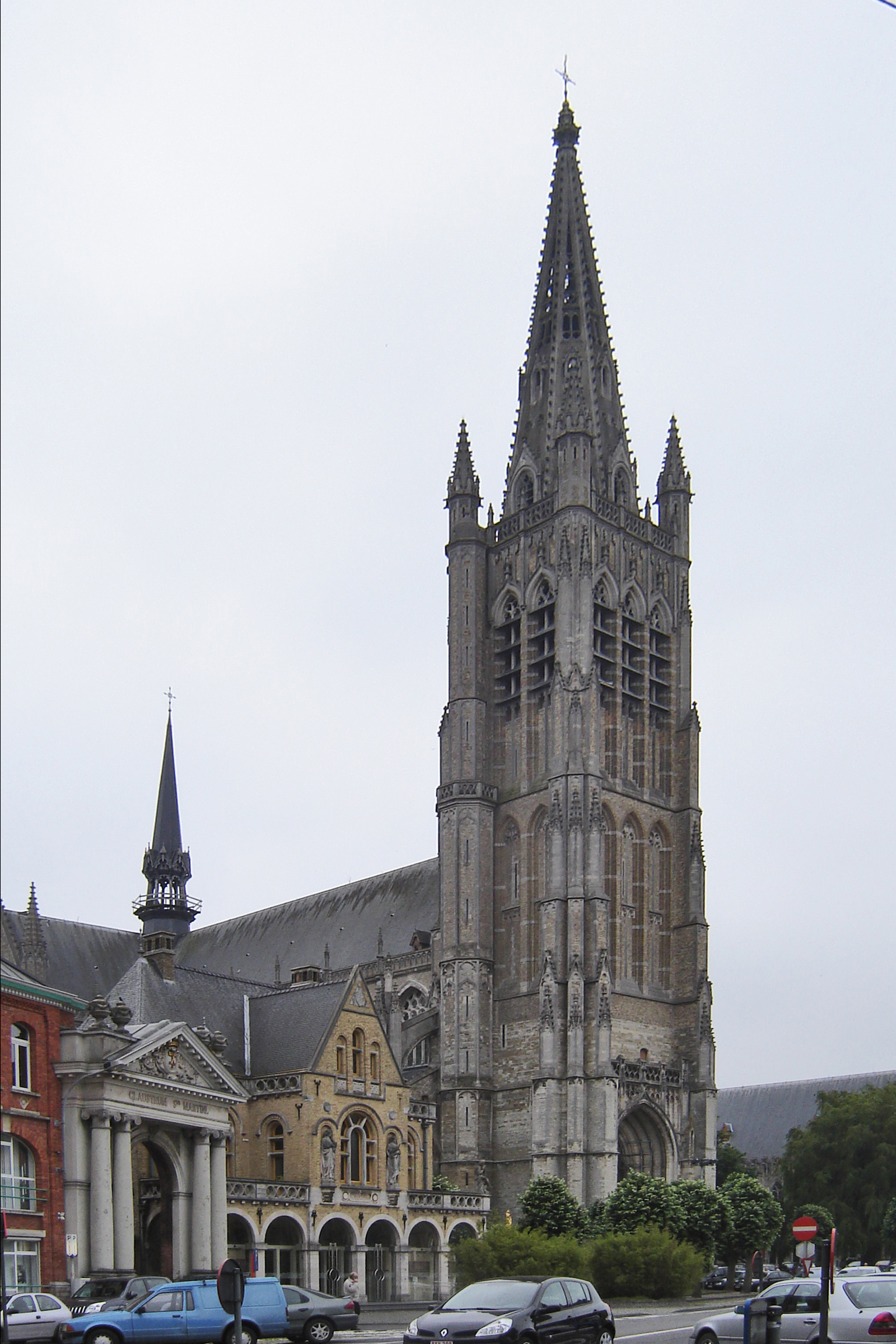
Dawna katedra diecezjalna w Ypres

Ypres (łac. Yprensis) – stolica historycznej diecezji w Belgii erygowanej 12 maja 1559, a włączonej w 1801 w skład diecezji gandawskiej.
Współcześnie miasto Ypres znajduje się w prowincji Flandria Zachodnia w Belgii. Obecnie katolickie biskupstwo tytularne ustanowione w 1969 przez papieża Pawła VI.

## Biskupi tytularni
| Lp. | Biskup           | Funkcja                                      | Od                  | Do                   |
| --- | ---------------- | -------------------------------------------- | ------------------- | -------------------- |
| 1   | Joseph Mees      | nuncjusz apostolski                          | 14 czerwca 1968     | 9 grudnia 2001       |
| 2   | Gustaaf Joos     | -                                            | 7 października 2003 | 21 października 2003 |
| 3   | Jacques Blaquart | biskup pomocniczy Bordeaux (Francja)         | 28 czerwca 2006     | 27 lipca 2010        |
| 4   | Jean Kockerols   | biskup pomocniczy Mechelen-Brukseli (Belgia) | 22 lutego 2011      |                      |